# 堤喀
堤喀（希臘語：Τύχη）也称堤刻、梯刻、泰姬或太姬，是希腊神话中的机缘/幸运女神（原为丰饶女神，掌管生育女性等等，但后来被当成幸运的象征来祭拜）。相当于罗马神话的福尔图娜。一般被认为是提坦神俄刻阿诺斯和忒堤斯的女儿，有时也认为是宙斯及阿芙蘿黛蒂的女儿。她常常以一位头戴壁形金冠的少女形象出现。圣物为丰饶鹿角及车轮。常与涅墨西斯和阿格忒斯·岱蒙一起行动。